# Chefaa
Chefaa ou Chefa est une localité semi-rurale d'Algérie, située à 40 km de Bordj Bou Arreridj. Elle relève administrativement de la commune de Khelil (wilaya de Bordj-Bou-Arreridj), sa population est de 4 886 habitants en 2008. Ses habitants sont de la tribu des Ouled Thaïr.

## Localisation
La commune est située dans la région des Hauts-Plateaux, entre les monts Bibans au nord et la chaîne du Hodna au sud, dans un bassin agricole situé à 966 mètres d'altitude moyenne. Elle se trouve à 29 km au nord-est de Bordj Bou Arreridj, à environ 35 km a l'ouest de Sétif et à environ de 270 km au sud-est d'Alger.
Chefaa est une localité de la commune de Khelil appartenant a la daïra de Bir Kasdali avec une superficie totale de 15 km2.
| Bordj Zemoura | Harbil (Sétif) | Hammam Guergour (Sétif) |
| Sidi Embarek  | Chefaa         | Ras el Ain              |
| Aïn Tesra     | Khelil         | Khelil                  |